# 사카타시
사카타시(일본어: 酒田市)는 일본 야마가타현 북서부에 있는 시이다. 쇼나이 지방의 중심 도시로 현내에서 인구 3위이며 쇼나이 공항과 야마가타현의 유일한 중요 항만인 사카타항이 있다. 에도 시대에는 항구로 번영해 "동쪽의 사카이시"로 불렸다.

## 역사
- 1672년 - 가와무라 즈이켄이 서쪽 항로를 정비하면서 사카타는 오슈 굴지의 항구도시로 발전했다.
- 1889년 4월 1일 - 정촌제 시행으로 아쿠미군 60정의 구역을 큰 폭으로 확대해 사카타정이 성립하였다.
- 1894년 10월 22일 - 쇼나이 지진이 발생해 시가지의 80%가 지진 후 발생한 화재로 소실되었다.
- 1929년 4월 1일 - 아쿠미군 우도가와라촌을 편입하였다.
- 1933년 4월 1일 - 사카타시가 성립하였다.
- 1950년 4월 1일 - 아쿠미군 도비시마촌을 편입하였다.
- 1954년 12월 1일 - 아쿠미군 히가시히라타촌, 기타히라타촌, 기타히라타촌, 우에다촌, 모토타테촌, 미나미유자촌, 히가시타가와군 니보리촌, 히로노촌, 니시타카와군 소데우라촌을 편입하였다.
- 1976년 10월 29일 - 사카타 대지진이 발생하였다.
- 2005년 11월 1일 - 아쿠미군 야와타정·마쓰야마정·히라타정과 신설 합병해 새로운 사카타시가 성립하였다.

## 인구
| 연도 | 인구    | ±%     |
| ---- | ------- | ------ |
| 1920 | 88,948  | —      |
| 1930 | 99,112  | +11.4% |
| 1940 | 99,103  | −0.0%  |
| 1950 | 125,734 | +26.9% |
| 1960 | 127,229 | +1.2%  |
| 1970 | 120,212 | −5.5%  |
| 1980 | 125,622 | +4.5%  |
| 1990 | 122,850 | −2.2%  |
| 2000 | 121,614 | −1.0%  |
| 2010 | 111,151 | −8.6%  |
| 2020 | 102,353 | −7.9%  |

## 지리
대부분이 쇼나이 평야의 평탄지로 하천에 의해 옮겨진 풍부한 토양으로 벼농사를 하고 있다. 그 때문에 봄부터 여름까지는 전원 풍경이 펼쳐진다. 해안가의 사구지에서는 멜론과 딸기를 재배하고 있다. 시가지는 모가미강 하구 우안에 집중되어 있다. 또 야마가타현에서 유일한 외딴 섬인 도비시마섬이 동해의 북서쪽 39km 앞바다에 있다.
북부에는 조카이산이 있고 그 기슭에서 닛코강이 발원한다.
| 사카타시의 기후                                              | 사카타시의 기후 | 사카타시의 기후 | 사카타시의 기후 | 사카타시의 기후 | 사카타시의 기후 | 사카타시의 기후 | 사카타시의 기후 | 사카타시의 기후 | 사카타시의 기후 | 사카타시의 기후 | 사카타시의 기후 | 사카타시의 기후 | 사카타시의 기후 |
| 월                                                           | 1월             | 2월             | 3월             | 4월             | 5월             | 6월             | 7월             | 8월             | 9월             | 10월            | 11월            | 12월            | 연간            |
| ------------------------------------------------------------ | --------------- | --------------- | --------------- | --------------- | --------------- | --------------- | --------------- | --------------- | --------------- | --------------- | --------------- | --------------- | --------------- |
| 역대 최고 기온 °C (°F)                                       | 15.5 (59.9)     | 21.6 (70.9)     | 22.7 (72.9)     | 28.6 (83.5)     | 31.3 (88.3)     | 34.2 (93.6)     | 37.7 (99.9)     | 40.1 (104.2)    | 36.8 (98.2)     | 32.1 (89.8)     | 24.8 (76.6)     | 19.0 (66.2)     | 40.1 (104.2)    |
| 일평균 최고 기온 °C (°F)                                     | 4.5 (40.1)      | 5.2 (41.4)      | 8.9 (48.0)      | 14.8 (58.6)     | 20.3 (68.5)     | 24.1 (75.4)     | 27.6 (81.7)     | 29.7 (85.5)     | 25.8 (78.4)     | 19.8 (67.6)     | 13.6 (56.5)     | 7.6 (45.7)      | 16.8 (62.2)     |
| 일일 평균 기온 °C (°F)                                       | 1.9 (35.4)      | 2.2 (36.0)      | 5.1 (41.2)      | 10.2 (50.4)     | 15.7 (60.3)     | 20.0 (68.0)     | 23.8 (74.8)     | 25.5 (77.9)     | 21.6 (70.9)     | 15.6 (60.1)     | 9.7 (49.5)      | 4.5 (40.1)      | 13.0 (55.4)     |
| 일평균 최저 기온 °C (°F)                                     | −0.6 (30.9)     | −0.8 (30.6)     | 1.4 (34.5)      | 5.8 (42.4)      | 11.6 (52.9)     | 16.5 (61.7)     | 20.7 (69.3)     | 22.0 (71.6)     | 17.8 (64.0)     | 11.6 (52.9)     | 5.9 (42.6)      | 1.6 (34.9)      | 9.5 (49.1)      |
| 역대 최저 기온 °C (°F)                                       | −16.9 (1.6)     | −12.8 (9.0)     | −9.9 (14.2)     | −3.7 (25.3)     | −0.2 (31.6)     | 7.5 (45.5)      | 9.5 (49.1)      | 13.2 (55.8)     | 7.0 (44.6)      | 1.4 (34.5)      | −5.1 (22.8)     | −12.5 (9.5)     | −16.9 (1.6)     |
| 평균 강수량 mm (인치)                                        | 177.7 (7.00)    | 118.4 (4.66)    | 111.1 (4.37)    | 103.6 (4.08)    | 122.6 (4.83)    | 125.3 (4.93)    | 218.7 (8.61)    | 205.6 (8.09)    | 176.2 (6.94)    | 188.6 (7.43)    | 222.0 (8.74)    | 217.0 (8.54)    | 1,986.8 (78.22) |
| 평균 강설량 cm (인치)                                        | 85 (33)         | 62 (24)         | 20 (7.9)        | 0 (0)           | 0 (0)           | 0 (0)           | 0 (0)           | 0 (0)           | 0 (0)           | 0 (0)           | 3 (1.2)         | 40 (16)         | 211 (83)        |
| 평균 강수일수 (≥ 0.5 mm)                                     | 26.3            | 21.9            | 19.1            | 13.6            | 12.7            | 11.6            | 14.0            | 12.1            | 14.4            | 16.1            | 20.7            | 25.3            | 207.9           |
| 평균 강설일수 (≥ 1 cm)                                       | 18.3            | 15.2            | 5.8             | 0.3             | 0.0             | 0.0             | 0.0             | 0.0             | 0.0             | 0.0             | 0.5             | 9.2             | 49.2            |
| 평균 상대 습도 (%)                                           | 72              | 70              | 67              | 67              | 71              | 75              | 79              | 76              | 75              | 72              | 71              | 71              | 72              |
| 평균 월간 일조시간                                           | 36.8            | 60.1            | 115.1           | 169.0           | 194.7           | 181.9           | 159.5           | 199.5           | 156.8           | 136.1           | 84.3            | 41.7            | 1,538.8         |
| 출처: 일본 기상청 (평년값: 1991년~2020년, 극값: 1937년~현재) |                 |                 |                 |                 |                 |                 |                 |                 |                 |                 |                 |                 |                 |

## 교통

### 공항
- 쇼나이 공항

### 철도
- 동일본 여객철도 오우 본선

### 도로
- 야마가타 자동차도
- 국도 제7호선
- 국도 제47호선
- 국도 제112호선
- 국도 제344호선
- 국도 제345호선

## 자매 도시
- 일본 도쿄도 기타구
- 일본 도쿄도 무사시노시
- 일본 오키나와현 구니가미군 히가시촌
- 일본 기후현 가이즈시
- 중화인민공화국 허베이성 탕산시
- 러시아 이르쿠츠크주 제레즈노고르스크이림스키